# Абу аль-Хасан аль-Бушанджи
Абу аль-Хасан ‘Али ибн Ахмад ибн Сахль аль-Бушанджи (араб. أبو الحسن علي بن أحمد بن سهل البوشنجي‎; IX век или X век, Герат — 959, Нишапур) — суфийский мистик из Хорасана, который достиг выдающегося положения в суфизме, известном на персидском языке как джаванмарди (или, на арабском языке, футува).

## Биография
Бушанджи — арабизированная форма Пушанги (иногда Пушанджи или Фушанджи). Его нисба название происходит от названия деревни недалеко от Герата, где он родился. Абу аль-Хасан покинул Пушанг в раннем возрасте и переехал жить в Нишапур. Находясь в Герате, он слышал хадисы от Абу Джа‘фара Мухаммада ибн ‘Абд ар-Рахмана аш-Шами, Хусейна ибн Идриса аль-Ансари и других хадисоведов. В Нишапуре он какое-то время находился в компании с Абу Усманом аль-Хири. Во время поездки в Сирию Абу аль-Хасан встретился с Тахиром аль-Макдиси и Абу ‘Умаром ад-Димашки. В Ираке он проводил время с Ибн Атой и аль-Джурайри, а также обсуждал аспекты мистики со знаменитым суфийским шейхом Абу Бакром аш-Шибли. Аль-Бушанджи, со своей стороны, рассказывал хадисы другим, в том числе Абу ‘Абдуллаху аль-Хакиму, Абу аль-Хасан аль-‘Аляви и Абдуллаху ибн Юсуфу аль-Исфахани. Аль-Бушанджи был одним из величайших авторитетов своего времени как в доктринальном разъяснении, так и в духовной практике (му‘амалят). В то же время тот факт, что он был набожным, аскетичным и адептом на пути футувы, который чувствовал себя обязанным помочь любому нуждающемуся подтверждается рядом историй, связанных с ним.
По возвращении в Бушандж из Ирака аль-Бушанджи был обвинён в том, что он еретик (зиндик). Как говорит аль-Ансари: «Возможно, в его доктринальных принципах были какие-то недостатки или ошибка в его манере выражения». Этим можно объяснить, почему он переехал в Нишапур и посвятил себя религиозной жизни, избегая контакта с людьми до самой своей смерти. Говорят, что он держался подальше как от пятничных молитв, так и от других общих молитв. Когда его упрекнули в этом, он ответил: "Если благословения лежат в собрании (джама‘а), то благополучие (саляма) лежит в изоляции (‘узля). Аль-Бушанджи умер в Нишапуре. Траурные обряды проводил его ученик Абу аль-Хасан аль-‘Аляви. Он был похоронен рядом с могилами Хамдуна аль-Кассара ан-Нисабури (ум. 884, основатель суфийского тариката маламатийя), Абу ‘Али ас-Сакафи (ум. 940, один из его последователей) и ‘Абдуллаха ибн Муназиль (X в., суфий и мухаддис шафи‘итского мазхаба). Хотя аль-Бушанджи не приписывают авторство каких-либо писем, несколько высказываний его относительно футува, альтруизма (мурува) и суфизма записаны в биографических источниках. Его наиболее известное изречение, вероятно, таково: «Суфизм — это название без сути. Раньше это была суть без названия».